# 撒尔马提亚海马
撒尔马提亚海马（学名：Hippocampus sarmaticus）为辐鳍鱼纲海龙鱼目海龙鱼科海马属的一种鱼类，生活于1300万年前，化石于2005年在斯洛文尼亚发现。

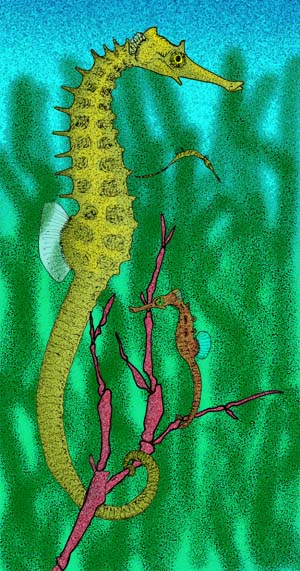
萨尔马提亚海马属的复原图，最大的（黄色）是萨尔马提亚海马，小的（棕色的）是H.slovenicus.